# Высоцкий, Анатолий Лаврентьевич
Анатолий Лаврентьевич Высоцкий (укр.  Висоцький Анатолій Лаврентійович; 8 августа 1924, Путивльский район, Сумская область, УССР — 15 октября 1996, Киев, Украина) — советский и украинский художник, работающий в стиле социальный реализм.

## Биография
Родился в 1924 году в семье военнослужащих в Путивльском районе, Сумской области.
В 1928 году вместе с родителями, сестрой и братом переехал в Киев, где окончил семилетку.
В 1941 году, живя в Киеве, вместе с семьёй находился в немецко-фашистской оккупации.
С 1943 по 1945 гг. — призван на службу в истребительный батальон РККА.
Живописью увлёкся ещё в раннем школьном возрасте, первые работы (автопортреты) появились уже во время обучения в художественной школе. Позже окончил Киевское художественное училище им. Т. Шевченко.
По окончании войны, работал в Киевском живописно-скульптурном комбинате, после в Киевском обществе художников, затем в Художественном Фонде УССР.
Также трудился в художественных творческих группах во Всесоюзных домах творчества в Тверской области, в городе Седнев Черниговской области, а также в Прибалтике и многих других странах.
Дружил с Татьяной Ниловной Яблонской, которая являлась куратором творческого пути художника.
С 1963 года принимал активное участие во всесоюзных, республиканских и международных выставках. Работы художника демонстрировались в Японии, Швеции, Греции, ФРГ, США. Картины советского живописца экспонировались и реализовывались на аукционах всемирно известной японской галереи живописи Gallery Nakamura. Несколько произведений были приобретены музеями Сан-Франциско и Лос-Анджелеса. Много работ хранятся в музеях Украины, России, Японии, и США.
За весь период творческой деятельности автора было написано более 340 картин, портретов, натюрмортов. Большая часть работ выставлена в частной галерее Дениса Балашова, внука художника — Vega Star Gallery в Лос-Анджелесе, США.
Анатолий Лаврентьевич умер в 1996 году. Похоронен на Байковом кладбище.

## Семья
- Сын — Высоцкий Владимир Анатольевич, биолог.
- Внук — Высоцкий Сергей Владимирович, юрист.
- Дочь — Татьяна Анатольевна, научный сотрудник КПИ.
- Внук — Балашов Денис (по дочери Татьяне) — кинодистрибьютор, продюсер, меценат. Организатор экспозиций работ Анатолия Лаврентьевича.